# Nikolaj Vladimirovitj Zatejev
Nikolaj Vladimirovitj Zatejev (ryska Николай Владимирович Затеев), född cirka 30 juni 1926, död 1999, var rysk ubåtskapten, och den kände kaptenen från ubåten K-19, som blev sjösatt trots att den inte var segelklar. Han blev nominerad till Nobels fredspris på grund sin insats på ubåten under ett haveri med risk för en radioaktiv katastrof.